# (1251) Hedera
(1251) Hedera – planetoida z pasa głównego asteroid okrążająca Słońce w ciągu 4 lat i 179 dni w średniej odległości 2,72 au. Została odkryta 25 stycznia 1933 roku w Landessternwarte Heidelberg-Königstuhl w Heidelbergu przez Karla Reinmutha. Nazwa planetoidy pochodzi od łacińskiej nazwy bluszczu. Przed jej nadaniem planetoida nosiła oznaczenie tymczasowe (1251) 1933 BE.